# Muan International Airport
Muan International Airport (koreanska: 무안국제공항) är en flygplats i Sydkorea.   Den ligger i provinsen Södra Jeolla, i den sydvästra delen av landet, 290 km söder om huvudstaden Seoul. Muan International Airport ligger 9 meter över havet.
Terrängen runt Muan International Airport är huvudsakligen platt, men åt sydost är den kuperad. Havet är nära Muan International Airport västerut. Runt Muan International Airport är det ganska tätbefolkat, med 155 invånare per kvadratkilometer. Närmaste större samhälle är Muan-eup, 8,7 km öster om Muan International Airport. Trakten runt Muan International Airport består till största delen av jordbruksmark.